# De Vliert
Il De Vliert è uno stadio situato a 's-Hertogenbosch sede delle partite del FC Den Bosch ed è situato nello Sportpark Vliert nell'omonimo quartiere. Fu aperto nel 1951 come stadio di atletica e, a quell'epoca, poteva ospitare 30.000 spettatori. Nel 1997 furono demolite tutte le tribune facendo rimanere solo la Tribuna Est, facendo arrivare così lo stadio ad una capacità di 4500 spettatori. Successivamente, però, fu costruita una nuova tribuna in modo tale da far arrivare la capacità dello stadio a quella attuale.